# Sarkoidose
Sarkoidose (Boecks sarkoid, Besnier-Boeck, Schaumanns sygdom) er en betændelsesagtig sygdom af hidtil ukendt oprindelse – man er efterhånden kommet frem til at det kan skyldes en genetisk fejl som disponerer for udbruddet af sarkoidose, denne kan så bryde frem påvirket af indre omstændigheder. 
Sygdommen rammer ca. 10/100.000 årligt, lige hyppigt mænd som kvinder. Debutalderen er 20-50 år. 
Symptomer er primært fra lunger, men hud- og øjensymptomer forekommer også. Sygdommen går oftest i sig selv igen i løbet af 2-5 år. 2% forbliver dog kronisk syge.
Mikroskopisk er sygdommen kendetegnet ved ikke-nekrotiserende granulomer.
| Sygdom | Spire Denne artikel om sygdom er en spire som bør udbygges. Du er velkommen til at hjælpe Wikipedia ved at udvide den. |